# Festival de cogumelos

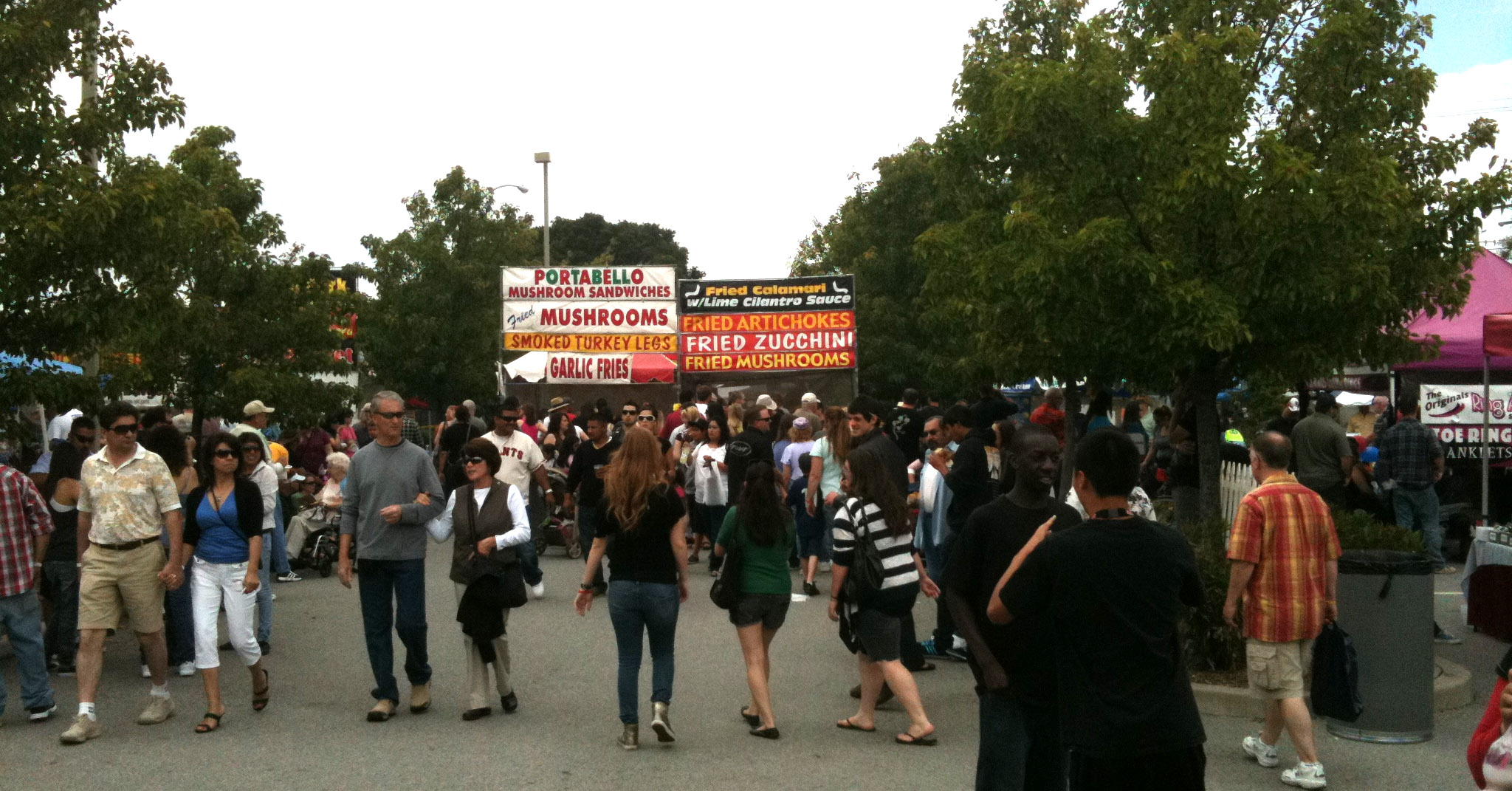
O Festival de Cogumelos Mardi Gras em Morgan Hill, Califórnia

Um festival de cogumelos é um festival de comida dedicado aos preparo de alimentos com cogumelos. 
Em Portugal, o festival anual com maior projeção é o Míscaros - Festival do Cogumelo, que se realiza no mês de Novembro em Alcaide, uma Aldeia de Montanha do concelho do Fundão.

## Festivais

### Estados Unidos
Nos Estados Unidos, destacam-se outros inúmeros festivais de cogumelos tais como:
- Festival do Cogumelo no Arboreto do Monte Pisgah em Eugene, Oregon [2]
- Kennett Square, Pensilvânia [3]

### Portugal
Existem várias festividades de celebração dos cogumelos em várias povoações de Portugal:
- Festival do Cogumelo da Parreira, na Chamusca[5]
- Silarca - Festival do Cogumelo, na freguesia de Cabeça Gorda (Beja)[6]